# Улица Петра Алексеева (Воронеж)
У́лица Петра́ Алексе́ева — короткая, около 160 м, улица в исторической части Воронежа, расположена в исторической части Центрального района: между перекрестком улиц Карла Маркса (Старо-Московской) и Таранченко и улицей Софьи Перовской (Большой Успенской).

## История
До сооружения Воронежского водохранилища имела продолжение на берегу реки Воронеж.
Приблизительно по линии верхнего отрезка улицы в XVII веке проходила городская крепостная стена. В части крепости за этой стеной размещался Покровский Девичий монастырь, а угловая башня стены, стоявшая вблизи бровки холма, именовалась по монастырю Девицкой. Однако монастырь мешал строительству военного флота на реке Воронеж и в 1702 году был переведён на Терновую поляну.
Улица начала складываться до 1774 года, но окончательно утвердилась в период введения в городе «регулярной» застройки. На улице нет примечательных архитектурных сооружений, но до 80‒90-х годов XX века она сохраняла дух старого города и типично воронежские черты: холмистый рельеф, булыжную мостовую, крутой лестничный спуск, рядовую застройку XIX — начала XX века.
В прошлом эту улицу нередко считали продолжением другой, более крупной улицы — Старо-Московской, но у неё было и собственное имя — «Синицынский переулок», проходившее от фамилии местного домовладельца купца Василия Григорьевича Синицына. Он имел пивоваренный завод в бывшей нижней части переулка, на берегу реки, близ Успенской церкви. Здешнее имение купец приобрёл в 1840 году у мещанки Надежды Фефеловой. В 1867 году Синицын подарил приречную усадьбу сыну Николаю, а тот в 1878 году решил продать её другому лицу.
С 1928 года улица носит имя Петра Алексеевича Алексеева (1849‒1891) — рабочего-ткача, члена народнической организации, одного из подсудимых «процесса пятидесяти» — суда над революционерами, проходившего в Петербурге в 1877 году.